# Elogio del horizonte
Elogio del horizonte es el nombre de una escultura de hormigón situada en la ciudad de Gijón (Principado de Asturias, España), realizada por el escultor vasco Eduardo Chillida. Se trata de una obra de grandes proporciones erigida en el año 1990 en el Cerro de Santa Catalina. Es considerada un símbolo de la ciudad y se la conoce popularmente como "el váter de King Kong".

## Construcción
La ubicación de la escultura le fue sugerida al alcalde Vicente Álvarez Areces  por parte del arquitecto Paco Pol, encargado de la remodelación del Cerro de Santa Catalina en el barrio gijonés de Cimadevilla. Este  se puso en contacto con el escultor en San Sebastián y, después de desplazarse Chillida  a Gijón y ver el lugar de su emplazamiento, aceptó el encargo, que se formalizó con los correspondientes contratos con el maquetista, el encofrador, la empresa que hizo la obra civil y el propio arquitecto. Hasta entonces, el escultor había estado buscando el lugar idóneo por la costa atlántica europea, pero las mejores ubicaciones estaban militarizadas por su carácter estratégico.
Chillida realizó varias maquetas de pequeño tamaño en acero y madera hasta dar con la forma definitiva de la escultura. A partir de uno de estos diseños comenzó la ejecución de la obra, la cual arrancó con la construcción en una nave industrial de Hernani de una maqueta de poliestireno expandido a tamaño natural. Este modelo se utilizó para elaborar en torno a él, con ayuda del equipo de ebanistería de Bereciartúa, la estructura de madera de pino o encofrado que serviría de molde para el hormigón fresco. Tras haber marcado las tablillas de madera, esta estructura se trasladó a Gijón y se volvió a montar pieza por pieza en el Cerro de Santa Catalina. Allí se colocó una armadura metálica que soporta el peso del hormigón que forma la escultura: 500 toneladas. Tanto la armadura como el resto de la parte técnica fueron diseñados por el ingeniero de caminos José Antonio Fernández Ordóñez, con quien Chillida ya había colaborado en otras ocasiones. Tras verterse el hormigón en el encofrado y producirse durante una semana su secado o fraguado, se procedió al desencofrado. Por último, la superficie de la escultura se sometió a una limpieza con ácidos que culminó con la obtención del color original del hormigón.

## Actos oficiales

### Inauguración
Su inauguración tuvo lugar el 9 de junio de 1990. Asistieron artistas, vecinos y autoridades, como el por entonces alcalde Vicente Álvarez Areces y el ministro de Trabajo, el asturiano Luis Martínez Noval. Durante el acto hubo protestas de trabajadoras de una empresa de confección textil donde el alcalde y el teniente de alcalde fueron agredidos por un vecino.
Debido a las quejas de sectores de la ciudad por el alto coste de la construcción —1200 millones de pesetas—, calificado como despilfarro, Eduardo Chillida señaló que solo percibió el 5% del coste de la construcción.

### Conmemoración del 30 aniversario
El 9 de junio de 2020 el Ayuntamiento organizó un acto en el Cerro de Santa Catalina para celebrar su 30 aniversario. Estuvieron presentes la alcaldesa Ana González y Luis Chillida, hijo del artista. Durante el acto se inauguró asimismo una exposición sobre la escultura titulada "Elogio del horizonte, mirando al futuro", comisariada por Héctor Blanco y Luis Miguel Piñera. Un grupo de manifestantes mostró su apoyo a trabajadores del puerto en huelga de hambre.
Los reyes Felipe VI y Doña Letizia pasearon por las inmediaciones de la escultura y visitaron la exposición a su paso por Gijón el 30 de julio de 2020.